# Leland C. Allen
Leland Cullen Allen, genannt Lee Allen, (* 3. Dezember 1926 in Cincinnati; † 15. Juli 2012 in Princeton, New Jersey)  war ein US-amerikanischer Physiker und Chemiker (Theoretische Chemie, Quantenchemie).
Allen studierte Elektrotechnik an der University of Cincinnati mit dem Bachelor-Abschluss 1949 und dem Master-Abschluss 1955 und wurde 1957 am Massachusetts Institute of Technology in theoretischer Physiker promoviert. Danach war er bis 1959 Fellow am MIT und 1959/60 Fellow der National Science Foundation an der University of California, Berkeley. 1960 wurde er Assistant Professor und 1965 Professor an der Princeton University. 2001 wurde er emeritiert.
Von Allen stammen über 400 wissenschaftliche Veröffentlichungen und er hatte in Princeton rund 45 Doktoranden. Er entwickelte eine allgemeine Methode der Berechnung der Elektronegativität von Elementen in auch für Nicht-Spezialisten verständlicher Weise aus weithin zugänglichen Daten (mittlerer Wert der Energie der Valenzelektronen):
{\displaystyle \chi ={n_{\rm {s}}\varepsilon _{\rm {s}}+n_{\rm {p}}\varepsilon _{\rm {p}} \over n_{\rm {s}}+n_{\rm {p}}}}
wobei {\displaystyle \varepsilon _{s,p}} die Energieniveaus der s- bzw. p-Elektronen im freien Atom sind und {\displaystyle n_{s,p}} deren Anzahl angibt. Meist wird zusätzlich noch ein Faktor 0,169 vorgesetzt bei Angabe der Energien in Elektronenvolt, um ähnliche Werte wie in der Pauling-Skala zu erhalten.
Er war seit 1960 mit Carol Allen verheiratet und hatte drei Kinder.
1967 war er als Guggenheim Fellow in Oxford und Senior Fellow der National Science Foundation in Paris am Zentrum für angewandte Wellenmechanik.

## Schriften
- L. C. Allen, J. E. Huheey: The definition of electronegativity and the chemistry of the noble gases, Journal of Inorganic and Nuclear Chemistry, Band 42, 1980, S. 1523–1524